# 汇山码头
汇山码头是上海市虹口區杨树浦路18号附近黃浦江邊歷史上的一個碼頭，西起公平路，東至秦皇島路，该码头岸线长為259米，水深约7米，可以停泊大型船隻。

## 歷史
1872年，英商麥邊洋行在提籃橋附近修建一個浮動碼頭，不久改為固定碼頭，並起名為Wayside Wharf，後來名稱演變為匯山碼頭。1903年，麥邊洋行將匯山碼頭賣給日本郵船株式會社。匯山碼頭於1904年和1913年兩次改建，並成為日華聯絡船的主要停靠碼頭。魯迅和郭沫若都曾在此搭乘輪船前往日本留學。1919年3月至1921年1月，先后有1800多名中国青年從匯山碼頭乘船赴法勤工儉學。1922年11月13日上午，爱因斯坦搭乘日本船“北野丸”号抵達汇山码头。1924年11月22日，孫中山在匯山碼頭搭乘日本郵輪「上海丸」前往日本。淞滬會戰期間，日軍在此抵抗國民革命軍的進攻。1945年8月15日，日本在第二次中日戰爭中戰敗投降，匯山碼頭被國民政府接管，先後被美國駐滬海軍和中國進出口公司使用。中華人民共和國成立後，匯山碼頭與位於其西邊的華順碼頭合併，統稱為匯山碼頭，先後隸屬於上海港務局第三裝卸區和上海港務局匯山裝卸公司。